# Haplolabida pauliani
Haplolabida pauliani là một loài bướm đêm trong họ Geometridae.